# Campeonato Mineiro Módulo II 2024
In 2024 werd het 30ste Campeonato Mineiro Módulo II gespeeld voor voetbalclubs uit de Braziliaanse staat Minas Gerais. De competitie werd gespeeld van 4 mei tot 31 juli en werd georganiseerd door de FMF. Betim werd kampioen.

## Eerste fase

### Groep A
| Plaats | Club               | Wed. | W | G | V | Saldo | Ptn. |
| ------ | ------------------ | ---- | - | - | - | ----- | ---- |
| 1.     | Betim              | 10   | 3 | 5 | 2 | 8:7   | 14   |
| 2.     | Aymorés            | 10   | 3 | 4 | 3 | 9:9   | 13   |
| 3.     | Valeriodoce        | 10   | 2 | 7 | 1 | 10:8  | 13   |
| 4.     | Nacional de Muriaé | 10   | 2 | 6 | 2 | 14:11 | 12   |
| 5.     | Democrata-SL       | 10   | 2 | 6 | 2 | 9:6   | 12   |
| 6.     | Tupi               | 10   | 2 | 4 | 4 | 5:14  | 10   |

|  | Gekwalificeerd voor tweede fase    |
|  | Degradatie naar de Segunda Divisão |

### Groep B
| Plaats | Club        | Wed. | W | G | V | Saldo | Ptn. |
| ------ | ----------- | ---- | - | - | - | ----- | ---- |
| 1.     | URT         | 10   | 5 | 4 | 1 | 12:7  | 19   |
| 2.     | North       | 10   | 6 | 0 | 4 | 9:6   | 18   |
| 3.     | Mamoré      | 10   | 4 | 3 | 3 | 9:8   | 15   |
| 4.     | Caldense    | 10   | 2 | 5 | 3 | 6:7   | 11   |
| 5.     | Varginha    | 10   | 1 | 5 | 4 | 7:10  | 8    |
| 6.     | Boa Esporte | 10   | 1 | 5 | 4 | 8:13  | 8    |

## Tweede fase

### Groep C
| Plaats | Club        | Wed. | W | G | V | Saldo | Ptn. |
| ------ | ----------- | ---- | - | - | - | ----- | ---- |
| 1.     | Betim       | 4    | 2 | 1 | 1 | 9:7   | 7    |
| 2.     | URT         | 4    | 1 | 2 | 1 | 8:7   | 5    |
| 3.     | Valeriodoce | 4    | 1 | 1 | 2 | 5:8   | 4    |

|  | Geplaatst voor de finale en promotie naar Módulo I 2025 |

### Groep D
| Plaats | Club    | Wed. | W | G | V | Saldo | Ptn. |
| ------ | ------- | ---- | - | - | - | ----- | ---- |
| 1.     | Aymorés | 4    | 2 | 1 | 1 | 6:4   | 7    |
| 2.     | North   | 4    | 1 | 2 | 1 | 3:3   | 5    |
| 3.     | Mamoré  | 4    | 0 | 3 | 1 | 1:3   | 3    |

## Finale
|               |                |       |       | |
| 27 juli 15:00 | Aymorés        | 1 – 0 | Betim | Estádio Alfonso de Carvalho, Ubá Toeschouwers: 1.430 Scheidsrechter: Raphael Noeinstein de Araujo Alves |
| 27 juli 15:00 | Pedro Igor 49' |       |       | Estádio Alfonso de Carvalho, Ubá Toeschouwers: 1.430 Scheidsrechter: Raphael Noeinstein de Araujo Alves |

|               |                                    |       |         |                                                                       |
| 31 juli 19:00 | Betim                              | 2 – 0 | Aymorés | Arena Vera Cruz, Betim Scheidsrechter: Murilo Francisco Misson Junior |
| 31 juli 19:00 | Klenisson 17' Juninho Tardelli 75' |       |         | Arena Vera Cruz, Betim Scheidsrechter: Murilo Francisco Misson Junior |

## Eindstand
| Plaats | Club               | Wed. | W | G | V | Saldo | Ptn. |
| ------ | ------------------ | ---- | - | - | - | ----- | ---- |
| 1.     | Betim              | 16   | 6 | 6 | 4 | 19:15 | 24   |
| 2.     | Aymorés            | 16   | 6 | 5 | 4 | 16:15 | 23   |
| 3.     | URT                | 14   | 6 | 6 | 2 | 19:13 | 24   |
| 4.     | North              | 14   | 7 | 2 | 5 | 12:9  | 23   |
| 5.     | Mamoré             | 14   | 4 | 6 | 4 | 10:11 | 18   |
| 6.     | Valeriodoce        | 14   | 3 | 8 | 3 | 15:16 | 17   |
| 7.     | Nacional de Muriaé | 10   | 2 | 6 | 2 | 14:11 | 12   |
| 8.     | Democrata-SL       | 10   | 2 | 6 | 2 | 9:6   | 12   |
| 9.     | Caldense           | 10   | 2 | 5 | 3 | 6:7   | 11   |
| 10.    | Varginha           | 10   | 1 | 5 | 4 | 7:10  | 8    |
| 11.    | Tupi               | 10   | 2 | 4 | 4 | 5:14  | 10   |
| 12.    | Boa Esporte        | 10   | 1 | 5 | 4 | 8:13  | 8    |

|  | Kampioen, promotie naar Módulo I 2025     |
|  | Vicekampioen, promotie naar Módulo I 2025 |
|  | Uitgeschakeld in tweede fase              |
|  | Uitgeschakeld in eerste fase              |
|  | Degradatie naar de Segunda Divisão 2025   |

### Kampioen
| Campeonato Mineiro de 2024 - Módulo II |
| -------------------------------------- |
| BETIM 1º Titel                         |